# Лучки (Кобелякский район)
Лучки (укр. Лучки) — село,
Лучковский сельский совет,
Кобелякский район,
Полтавская область,
Украина.
Код КОАТУУ — 5321884501. Население по переписи 2001 года составляло 572 человека.
Является административным центром Лучковского сельского совета, в который, кроме того, входит село
Правобережная Соколка.

## Географическое положение
Село Лучки находится на правом берегу реки Ворскла,
выше по течению на расстоянии в 3 км расположено село Правобережная Соколка,
ниже по течению на расстоянии в 9 км расположено село Кишеньки.
К селу примыкает небольшой лесной массив.

## Экономика
- Свинотоварная ферма.
- Кооператив «Лучки».

## Достопримечательности
- Региональный ландшафтный парк «Нижневорсклянский».

## Объекты социальной сферы
- Детский сад.
- Школа.
- Клуб.
- Дом культуры.
- Фельдшерско-акушерский пункт.
- Больница.
- Спортивная площадка.
- Стадион.
- Братская могила советских воинов.

## Патрулирование
С 2015 года в селе начали организовывать ночное патрулирование. Сперва патрулировали мужчины, но потом стали этим заниматься женщины. Патрулировать начали после того, как из села увели коров.